# Comparettia micrantha
Comparettia micrantha  es una especie de orquídea epífita.  

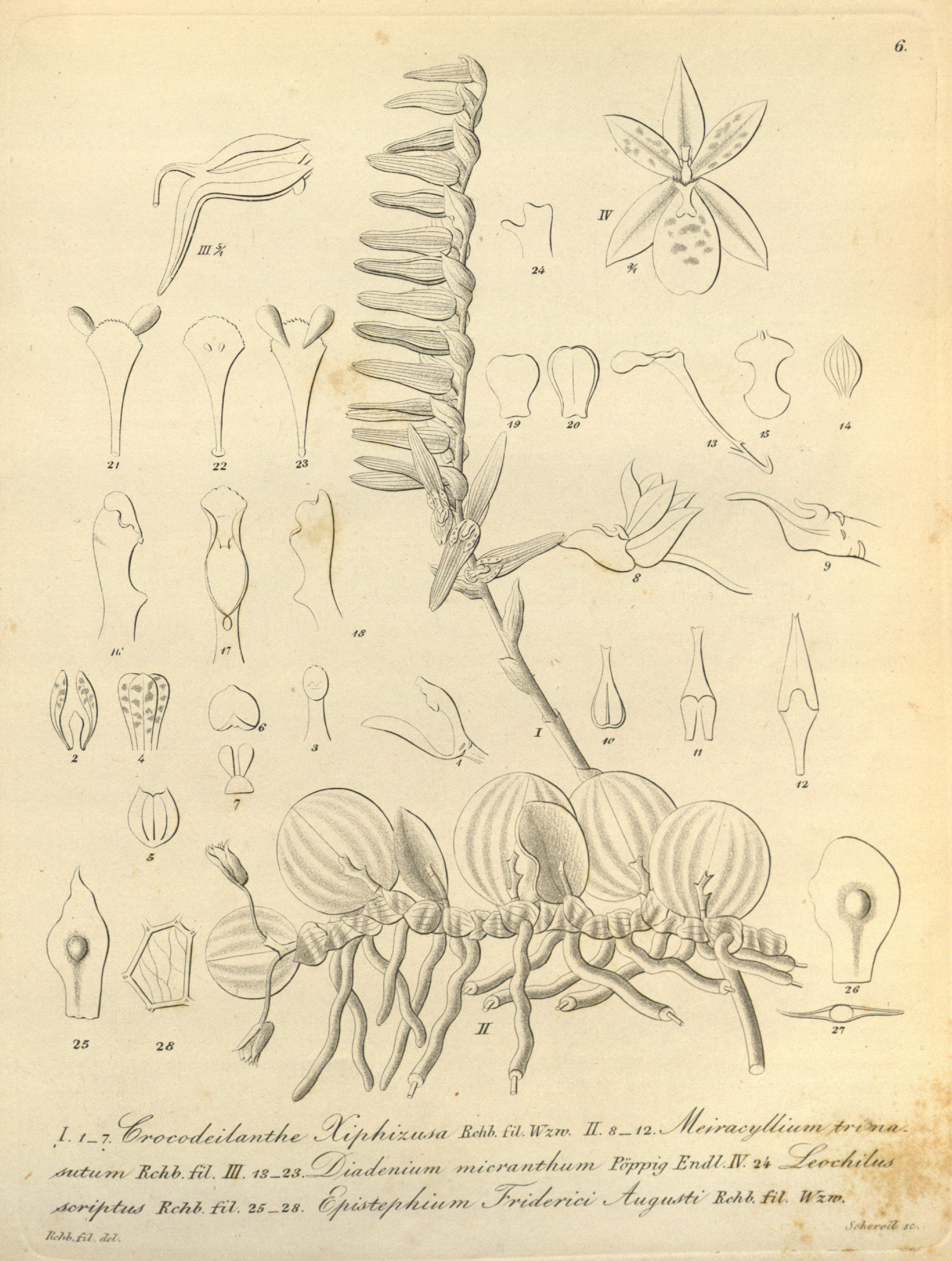
Ilustración

## Descripción
Es una orquídea de pequeño tamaño, con hábito de epífita con pseudobulbos oblongo-cilíndricos, de color verde brillante a  marrón rojo envueltos por debajo por 1 a 2  vainas y llevando una sola hoja apical, lanceolada, conduplicada para convertirse aguda abajo en la base peciolada. Florece a finales del otoño y principios del invierno en una inflorescencia erecta, axilar, paniculada, ligeramente flexible, de 9 a  30 cm  de largo,  inflorescencia de flores que surge de los pseudobulbos maduros.

## Distribución y hábitat
Se encuentra en Ecuador, Perú y Brasil en los bosques montanos tropicales a altitudes de 140 a 900 metros.

## Taxonomía
Comparettia micrantha fue descrita por (Poepp. & Endl.) M.W.Chase & N.H.Williams y publicado en Lindleyana 21(3): 29. 2008.
Etimología
Comparettia: nombre genérico que lleva el nombre en honor del botánico italiano Andrea Comparetti.
micrantha: epíteto latíno que significa "con la flor pequeña"
Sinonimia
- Chaenanthe micrantha (Poepp. & Endl.) Kuntze
- Diadenium micranthum Poepp. & Endl.[4][5]